# Ansie S. Dippenaar-Schoeman
Pour les articles homonymes, voir Dippenaar.
Ansie S. Dippenaar-Schoeman, née en 1948 à Roodepoort (Afrique du Sud), est une arachnologiste sud-africaine.